# Gos d'aigua portuguès

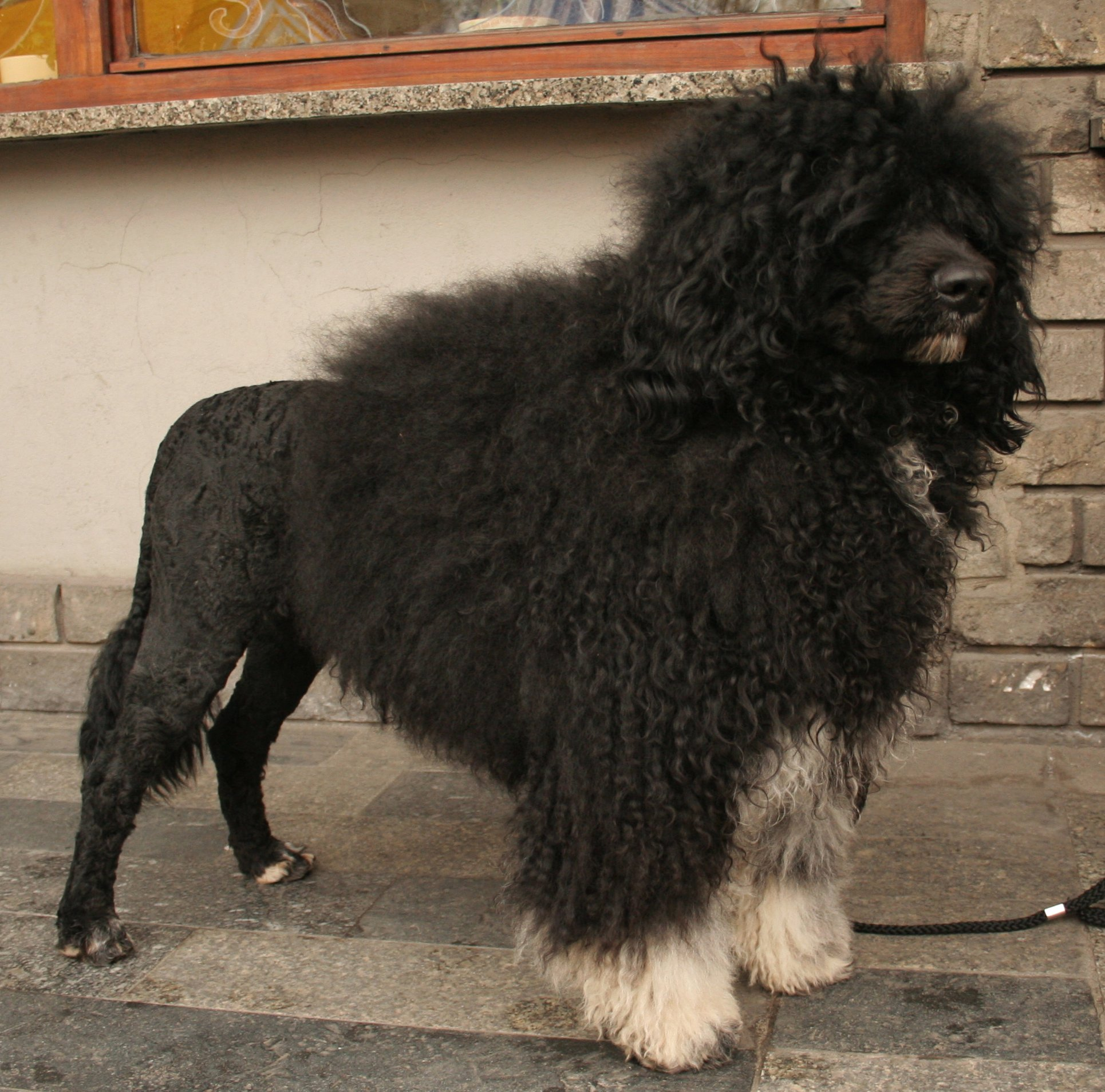

El gos d'aigua portuguès és una raça de gos d'aigua de Portugal, de semblants característiques al Gos d'aigües espanyol. Alguns autors creuen que aquesta raça té certa relació amb l'irlandès Kerry Blue Terrier. Raça antiga, es pensa que acompanyava els marins lusitans dels segles xv i xvi.

## Manteniment
La seva major característica és el seu pèl, molt llanut i que requereix arranjaments especials d'estètica, ja que en cas contrari, pot ser víctima de paràsits com polls, paparres o puces. També és bon nedador i gaudeix molt de l'aigua, cosa que el converteix en un gos salvavides de platja i en un acompanyant magnífic i fiable en les embarcacions. També necessita fer passejos diaris d'uns 45 minuts per alliberar-se del seu estrès físic i mental.